# Cura Cabai
Cura Cabai is een dorp op het eiland Aruba en ligt tussen de wat grotere plaatsen Savaneta en Sint Nicolaas.

## Bekende inwoners
- Lily Clarisa